# 天野辰夫
天野 辰夫（あまの たつお、1892年〈明治25年〉2月22日 - 1974年〈昭和49年〉1月20日）は、大正から昭和にかけての弁護士、国家主義者。
出生地は島根県松江市で、出身は静岡県浜松市。

## 生涯
島根県松江市に生まれる。天皇主権説を唱える上杉慎吉に影響を受けて信奉し、独得の皇道理論を構成。東京帝国大学在学中の1918年（大正7年）に大学内で興国同志会を組織し、新人会に対抗した。
1919年（大正8年）、興国精神復興運動に参画、弁護士を開業した。1923年（大正12年）には法政大学の教授となった。1926年（大正15年）に起きた、父が社長を務める浜松の日本楽器争議の際には、日本主義労農同志会を組織して争議団に攻撃して対抗した。
昭和維新を目指し、1928年（昭和3年）に日本興国同志会の中心となり、1929年（昭和4年）には愛国勤労党を結成した。血盟団事件、五・一五事件の二つの事件に対して国家改造の期待をしたが、不首尾に終わったために自ら乗り出すことを決意。陸軍予備中佐の安田銕之助、民間の影山正治らと共に齋藤内閣打倒および皇族内閣を目指すクーデターを計画したが、決行直前の1933年（昭和8年）7月11日に発覚して検挙された（神兵隊事件）。天野は禁錮5年であったが免訴された。
1939年（昭和14年）に勤皇まことむすびにて活動を開始。日独伊三国同盟締結要請運動に関与した。1941年（昭和16年）、国務大臣の平沼騏一郎が狙撃される暗殺未遂事件に関わったことで連座した。1943年（昭和18年）には東條英機首相の暗殺を示唆し、検挙された。
戦後は公職追放となり、全日本愛国者団体会議の顧問を務めたり、弁護士として活動を続けた。1974年（昭和49年）1月20日に死去した。享年81。